# Max-Havelaar-Stiftung (Schweiz)
Die Max-Havelaar-Stiftung (Schweiz), Eigenschreibweise Max Havelaar-Stiftung (Schweiz), ist eine von 21 nationalen Fairtrade-Organisation weltweit. Rechtlich gesehen ist sie eine unabhängige Schweizer Stiftung mit Sitz in Zürich.

## Porträt

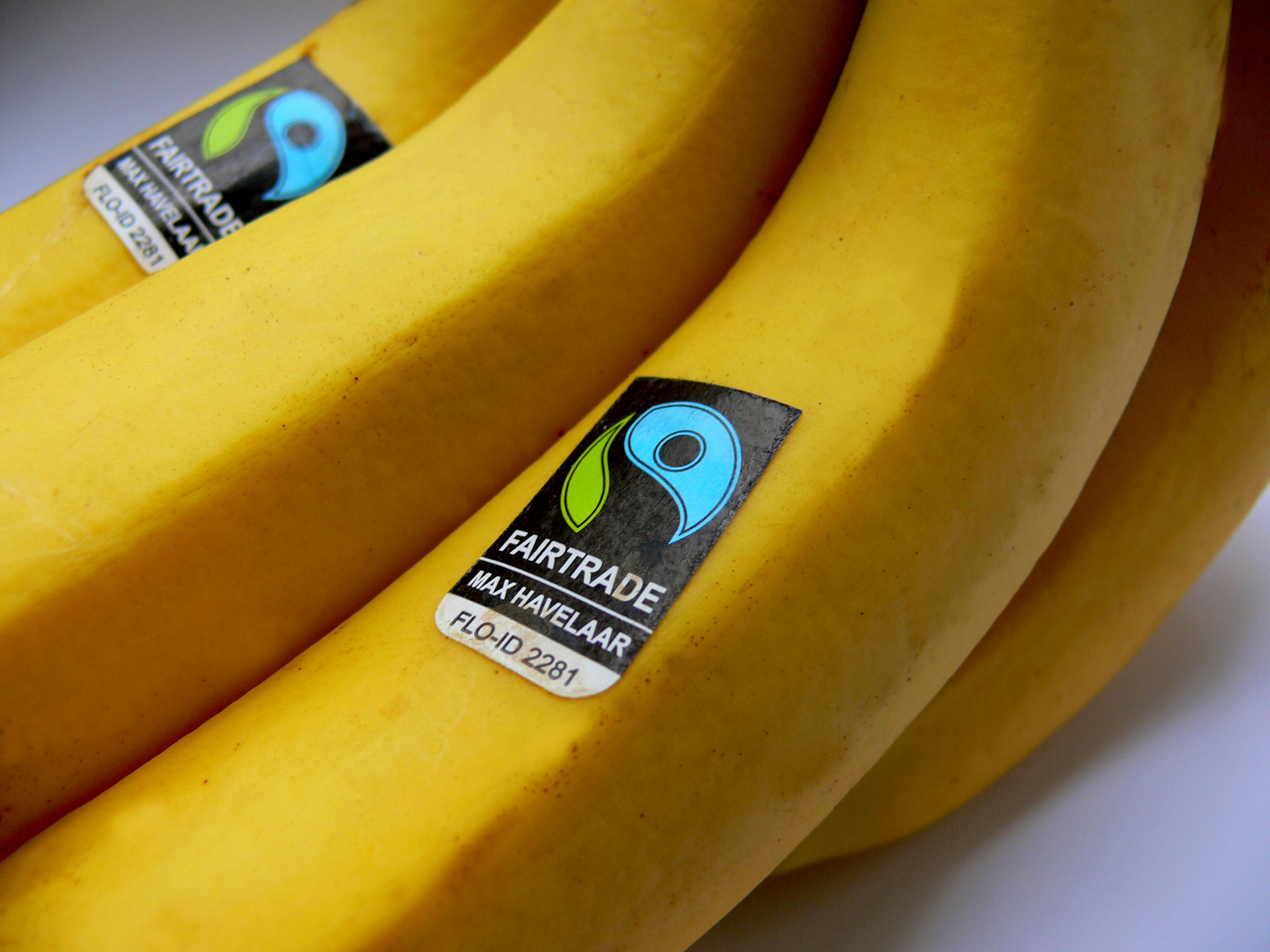
Bananen mit Fair-Trade-Siegel

Die Non-Profit-Organisation erwirtschaftet keine Profite, sondern deckt lediglich ihre Kosten. Zu ihren Aufgaben zählt, Fairtrade in der Schweiz bekannt zu machen, Konsumenten zu sensibilisieren und Dialog zwischen Kleinbauern und Marktpartnern herzustellen. Sie berät Schweizer Unternehmen in ihrer Nachhaltigkeitsstrategie und hilft dabei, Lösungen zu finden. Ein Angebot ist das bekannte Fair-Trade-Siegel. Dies wird für Produkte vergeben, die nach strengen sozialen und ökologischen Kriterien produziert und fair gehandelt werden.
In der Stiftung arbeiten Experten in sozialer Nachhaltigkeit, Menschenrechte, HREDD, Beratung, Nachhaltigkeitskommunikation, Bildung, Finanzen und Services.
In der globalen Dachorganisation Fairtrade International sind Experten damit beschäftigt, Standards und Preise zu setzen, Advocacy zu betreiben und die Marke global zu führen.

## Geschichte
Die Stiftung wurde 1992 von den Schweizer Hilfswerken Brot für alle, Caritas Schweiz, Fastenopfer, HEKS, Helvetas und Swissaid in Basel gegründet. Das Ziel war, den fairen Handel aus der Nische in den Massenmarkt zu bringen. Das Bundesamt für Aussenwirtschaft (heutiges SECO) leistete einen Startbeitrag unter der Voraussetzung, dass Coop und Migros faire Produkte lancieren. Seit 2001 ist die Stiftung selbsttragend.
Schon damals existierte in den Niederlanden eine Fairtrade-Organisation. Nach deren Vorbild wurde die Stiftung in der Schweiz gegründet.
Das erste Fairtrade-zertifizierte Produkt kam 1992 auf den Markt. Es handelte sich um Kaffee, dessen Weltmarktpreis in den vorangegangenen Jahren rasant gesunken war, was viele Kleinbauern in Armut und Ruin trieb.
1997 wurde die Fairtrade International gegründet, unter anderem mit Hilfe der Stiftung.
Im Laufe der folgenden Jahre wuchs die Stiftung stetig an, und es wurden nach und nach neue Produkte zertifiziert. So sind nach über 20-jähriger Tätigkeit der Stiftung mehr als 2200 zertifizierte Fairtrade-Produkte im Handel und in der Gastronomie erhältlich. Unter ihnen befinden sich über 60 verschiedene Kaffeemischungen, Bananen, Pflanzen, Fruchtsäfte, exotische Früchte Textilien/Baumwoll-Produkte, mehr als 15 Honigsorten, Schokolade-/Kakao-Produkte, Ananas, Avocados, Mango, Reis, Quinoa, Tee, Zucker, Gewürze und Trockenfrüchte. Im Jahr 2008 lancierte die Organisation zur Fussball-Europameisterschaft in der Schweiz ausserdem fair produzierte Sportbälle. Seit Ende 2014 können zudem kleingewerbliche Mineure aus zertifizierten Betrieben ihr Gold in der Schweiz absetzen.
Von Dezember 2006 bis 2013 gehörte die Stiftung STEP, deren Ziel es ist, unter fairen Bedingungen handgeknüpfte Teppiche zu zertifizieren, zur Max-Havelaar-Stiftung.
Im Februar 2008 stellte die Stiftung ihr Logo auf eine Version des europaweit von verschiedenen Dachverbänden benutzten Fair-Trade-Siegels um und leistet damit einen Beitrag, fair gehandelte Produkte über Landesgrenzen hinaus erkennbar zu machen.

Das alte Logo der Max-Havelaar-Stiftung (1992–2002)

Um noch mehr Konsumenten zu erreichen und dadurch noch mehr Produzenten in benachteiligten Regionen des Südens unterstützen zu können, werden sowohl Absatzkanäle, wie zum Beispiel in der Gastronomie, wie auch Angebotsformen laufend ergänzt und ausgebaut. Im Jahr 2014 engagierten sich 220 Lizenznehmer, 850 Gastronomiepartner und 25 Goldschmiede für den fairen Handel.
Im Jahr 2015 wurden der Sitz der Stiftung in das Büro Zürich verlegt, das Basler Büro aufgelöst.
Seit 2019 ist Renato Isella, welcher zuvor unter anderem auch bei Migros (2009–2019), Bio Partner Schweiz (2008–2009) und Coop (1993–2008) angestellt war, Geschäftsführer von Fairtrade Max Havelaar Switzerland. Per 1. Januar 2022 wurde der Stiftungsratspräsident Hans-Peter Fricker von Kathrin Amacker abgelöst.

### Max Havelaar
„Max Havelaar“ ist die Hauptfigur eines Romans, erschienen im Jahr 1860 unter dem Titel Max Havelaar oder die Kaffeeversteigerungen der Niederländischen Handels-Gesellschaft. Eduard Douwes Dekker schrieb sein zum Teil autobiografisches Buch unter dem Pseudonym „Multatuli“. Dekker lebte seit seinem 18. Lebensjahr in den ostasiatischen Kolonien als Angestellter des niederländischen Staates. Er wehrte sich lange, aber letztlich erfolglos gegen die dortigen kolonialen Missstände und quittierte zuletzt den Dienst.
Der Roman und seine Hauptfigur waren in den Niederlanden sehr populär. Als in diversen Ländern Label-Organisationen für den fairen Handel gegründet wurden, lag es auf der Hand, auch in der Schweiz aus symbolischen Gründen den Namen „Max Havelaar“ zu wählen.
Mittlerweile haben sich die nationalen Fairtrade-Organisationen in Belgien und Holland umbenannt, sie sind neu nur noch als Fairtrade Belgien und Fairtrade Niederlande bekannt.

## Zweck
Der Stiftungszweck ist die Verbesserung der Lebens- und Arbeitssituation von Produzenten und Arbeitern in wirtschaftlich benachteiligten Regionen des Südens.
Zu den Kernaufgaben gehören die Schaffung von Marktzugang für Fairtrade-Produkte sowie die Informations- und Sensibilisierungsarbeit für den „fairen Handel“ in der Schweiz.

## Bedeutung des Fairtrade-Labels
Das Fairtrade-Label steht für fair produzierte und gehandelte Produkte, so unter anderem für:
- stabile Mindestpreise,
- die Bezahlung einer Fairtrade-Prämie,
- langfristige Handelsbeziehungen,
- umweltschonenden Anbau; mindestens integrierte Produktion, vermehrt auch in Bio-Qualität.

## Finanzierung
Die Stiftung ist seit 2001 selbsttragend. Die Finanzierung erfolgt über Einnahmen aus Lizenzgebühren, die die Stiftung für die Vergabe des Gütesiegels von ihren Handelspartnern erhält.

### Umsatzentwicklung
| Geschäftsjahr | Umsatz in Mio. CHF |
| ------------- | ------------------ |
| 2012          | 375                |
| 2013          | 434                |
| 2014          | 467                |
| 2015          | 520                |
| 2016          | 628                |
| 2017          | 701                |
| 2018          | 794                |
| 2019          | 814                |
| 2020          | 860                |
| 2021          | 925                |

Der Umsatz mit Max-Havleaar-zertifizierten Produkten im Schweizer Detailhandel und in der Gastronomie betrug im 2006 CHF 223,4 Mio. Die umsatzstärksten Partner blieben unverändert Coop und Migros, gefolgt von claro fair trade, AG für Fruchthandel und Agrotropic (Blumengrosshandel). Textilien und Watteprodukte mit Max-Havelaar-Gütesiegel entwickelten sich erfreulich. Aufgrund von Sortimentserweiterungen u. a. bei Manor und Switcher stieg der Umsatz um 73 %. Im Sektor Fruchtsäfte konnten verschiedene neue Partner, u. a. Cremo, Rauch und Rivella (Marke Michel) als neue Lizenznehmer gewonnen werden, was sich in steigenden Verkäufen niederschlug (+24 %). Die Bananen spürten erneut den Preisdruck und mussten einen leichten Umsatzrückgang von −5,8 % hinnehmen.
2011 ist der Umsatz mit lizenzierten Fair-Trade-Produkten im Schweizer Detailhandel auf 328,8 Mio. Fr. gestiegen (+ 8 % gegenüber 2010).
2014 haben die Schweizer Konsumenten 467 Millionen Franken für Fairtrade-Produkte ausgegeben (7,5 % mehr als im Vorjahr). Pro Kopf entspricht dies rund 57 Franken. Ziel der Stiftung sei 100 Franken pro Kopf und Jahr. Für 2017 konstatierte die Stiftung Ausgaben Schweizer Konsumenten für Fairtrade-Produkte von 701 Millionen Franken. Pro Kopf stieg der Konsum auf 83 Franken.
2021 stieg der Umsatz auf rund 925 Millionen Franken. Mit 107 Franken pro Kopf wurde in jenem Jahr das gesteckte Ziel erreicht.

## Internationale Zusammenarbeit
1997 war die Stiftung Gründungsmitglied der internationalen Organisation Fairtrade International mit Sitz in Bonn. Im Rahmen dieses Netzwerks arbeitet die Max-Havelaar-Stiftung mit 19 weiteren national organisierten Fairtrade-Initiativen und drei kontinentalen Produzentennetzwerken zusammen. Die nationalen Fairtrade-Initiativen und die kontinentalen Produzentennetzwerke sind rechtlich und finanziell voneinander unabhängig und treten unter verschiedenen Namen auf (z. B. Fairtrade Deutschland, Fairtrade Foundation UK, Fairtrade Africa).

## Zertifizierte Produkte
Folgende Produkte mit dem Fair-Trade-Siegel sind auf dem Markt:
- Ananas seit Januar 2003; Marktanteil im Schweizer Detailhandel, 2014: 19 %
- Avocado seit April 2005; Marktanteil im Schweizer Detailhandel, 2014: keine Angaben
- Bananen seit März 1997; Marktanteil im Schweizer Detailhandel, 2014: 53 %
- Baumwollprodukte seit April 2005; Marktanteil im Schweizer Detailhandel, 2014: keine Angaben
- Blumen seit April 2001; Marktanteil im Schweizer Detailhandel, 2014: keine Angaben
- Gewürze seit November 2009; Marktanteil im Schweizer Detailhandel, 2014: keine Angaben
- Fruchtsaft seit März 1999; Marktanteil im Schweizer Detailhandel, 2014: 17 %
- Gold seit 2014;[13]
- Honig seit November 1993; Marktanteil im Schweizer Detailhandel, 2014: 10 %
- Kaffee seit März 1992; Marktanteil im Schweizer Detailhandel, 2014: 10 %
- Pflanzen seit März 2004; Marktanteil im Schweizer Detailhandel, 2014: keine Angaben
- Reis, Quinoa seit März 2002; Marktanteil im Schweizer Detailhandel, 2014: 11 %
- Schokolade, Kakao seit November 1994; Marktanteil im Schweizer Detailhandel, 2014: 4 %
- Tee seit November 1995; Marktanteil im Schweizer Detailhandel, 2014: 6 %
- Trockenfrüchte, Nüsse seit 2002; Marktanteil im Schweizer Detailhandel, 2014: keine Angaben
- Rohrzucker seit November 1994; Marktanteil im Schweizer Detailhandel, 2014: 35 %

Werden bei der Verarbeitung konventionelle und fair produzierte Rohstoffe vermischt, werden die Produkte mit dem Zusatz «mit Mengenausgleich» vermarktet.